# 琥珀恐龙尾巴标本
2016年12月9日，中加英美等国古生物学家宣布，发现了一件琥珀中的恐龙标本。这件标本是一段恐龙尾巴，展开长度约为6厘米，以此推测恐龙全身长度约为18.5厘米。该标本背面有着栗棕色的羽毛，腹面则是接近白色的羽毛。